# 総肝管

胆管周辺の模式図
肝臓、右肝管、左肝管、総肝管、胆嚢管、総胆管、胆嚢、オッディ括約筋、ファーター膨大部、膵管、膵臓、十二指腸

総肝管（そうかんかん、英: common hepatic duct）とは右肝管と左肝管が集合して形成される管。総肝管は胆嚢からの胆嚢管と結合し、総胆管を形成する。

## 臨床的意義
胆汁の貯蔵機能を有している胆嚢の除去手術を受けた人での肝管は、除去以前の胆汁の量に比較してたくさんの量の胆汁を通過させることとなる。
総肝管は右肝動脈および胆嚢動脈と重要な関係性がある。

## 画像

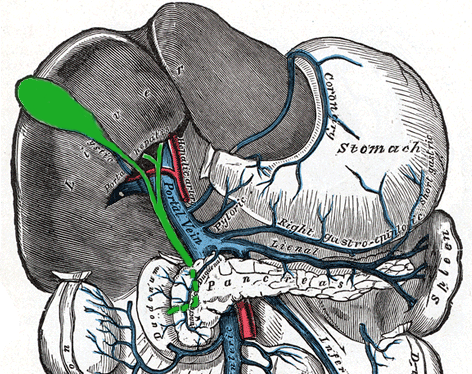
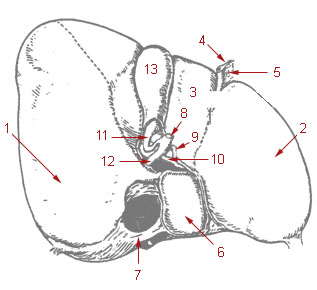
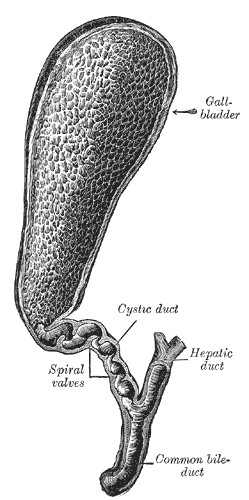

## 容積
- 長さ:6-8cm
- 幅:成人で6mm[1]